# Liste der Fornminnen in Ringamåla

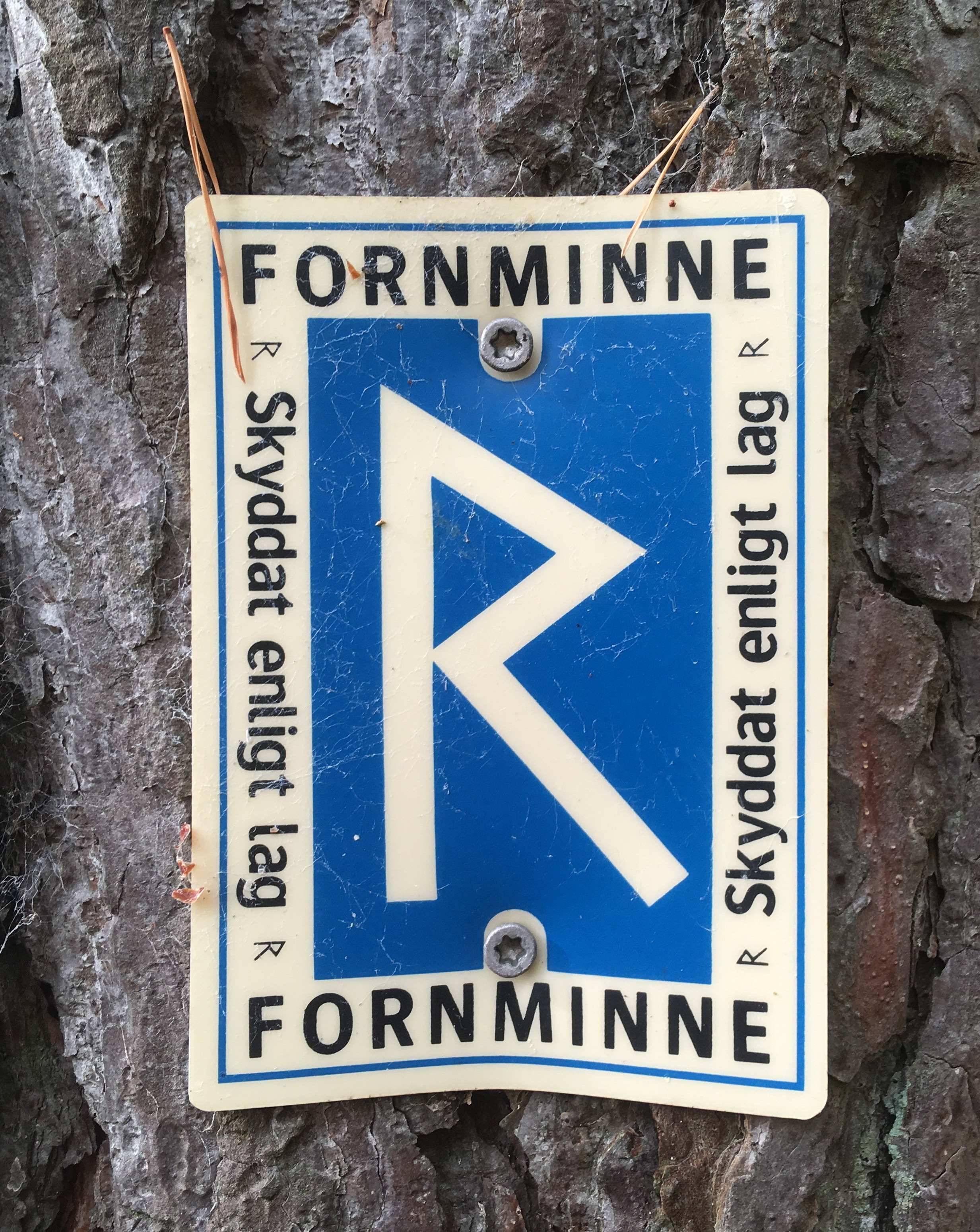
Zeichen für „Fornminnen“ in Schweden

Diese Liste der Fornminnen in Ringamåla zeigt die „alten/antiken Denkmale“ (schwedisch fornminnen) im ehemaligen Socken Ringamåla in der heutigen Gemeinde Karlshamm der südschwedischen Provinz Blekinge län, sie ist eine Teilliste der „Liste der Fornminnen in Blekinge“. Die Aufteilung basiert auf der historischen Zuordnung der Gebiete in Socken (siehe auch) und der Einteilung des Zentralamt für Denkmalpflege Riksantikvarieämbetet (RAÄ). Es werden die Fornminnen aufgeführt, die auf dem Suchdienst „Fornsök“ registriert sind, welcher weitere Informationen zu den bekannten kulturhistorischen Überresten in Schweden enthält.

## Begriffserklärung
Fornminnen (schwedisch für alte/antike Denkmale oder archäologische Funde) sind in Schweden alte Objekte und archäologische Funde (Fornlämningar), welche die Überreste menschlicher Aktivitäten in der Vergangenheit bezeichnen, die durch frühere Nutzung entstanden sind und dauerhaft aufgegeben wurden. Dabei gilt für Fornminnen, die vor 1850 entstanden sind, dass sie automatisch durch das Gesetz geschützt sind. Aber auch jüngere Überreste können zu Bodendenkmalen erklärt werden, wenn sie sich an ihrem ursprünglichen Standort befinden und weitgehend erdgebunden sind. Als Fornminnen zählen u. a. Siedlungen und Siedlungsreste aus prähistorischer Zeit, Gräber und Grabstätten, Burgruinen, Ruinen von Klöstern, Kirchen und Schlössern, Steine und Felsen mit Inschriften und Bildern (z. B. Runensteine und Petroglyphen), insofern sie nicht schon als Einzeldenkmal unter Byggnadsminnen (schwedisch für Baudenkmale) oder kyrkliga Kulturminnen (schwedisch für kirchliches Kulturgut) ausgewiesen sind.

## Legende
| ID           | = | ID.Nr. des Denkmalregisters (Fornsök) im schwedische Amt für nationales Kulturerbe (Riksantikvarieämbetet (RAÄ)) |
| Lage         | = | Koordinatenangabe des Standorts                                                                                  |
| Bezeichnung  | = | Bezeichnung des Denkmalobjekts (auch RAÄ-Nr.)                                                                    |
| Beschreibung | = | Name (Denkmaltyp/Dokumentenverweis im Arkivsök) sowie eine kurze Beschreibung des Objekts                        |
| Bild         | = | Bild des Objekts sowie Verweis auf weitere Bilder                                                                |

## Liste Fornminnen Ringamåla
| ID             | Lage    | Bezeichnung (RAÄ-Nr.) | Beschreibung | Bild           |
| -------------- | ------- | --------------------- | --- | -------------- |
| 10101000010001 | (Karte) | Ringamåla 1:1         | Ringamåla 1:1 (Grenzmarkierung / L1979:6845) historische Grenzmarkierung im Norden der Provinz Blekinge län am rechten Ufer des Mörrumsån im Norden des Naturschutzgebiet „Mörrumsåns övre dalgång“                                    | Weitere Bilder |
| 10101000040001 | (Karte) | Ringamåla 4:1         | Ringamåla 4:1 (Wegmarkierung / L1979:6522) historische Wegmarkierung rechts neben der K629 Richtung Norden im Südwesten des „Ire“-Naturschutgebiet                                                                                     | Weitere Bilder |
| 10101000070001 | (Karte) | Ringamåla 7:1         | Ringamåla 7:1 (Brücke / L1979:6953) ca. 45 m lange und 4 m breite historische Steinbogenbrücke (auch als schwedisch Härnäs bro bezeichnet) mit 6 Bögen auf der Straße von Hemsjö nach Härnäs über den Mörrumsån                        | Weitere Bilder |
| 12000000099327 | (Karte) | Ringamåla 324         | Ringamåla 324 (Gedenkstein / L1978:3693) Überreste eines ehemaligen Gedenkstein aus Granit, welcher an den Bau der Flößerrinne bei der Ortschaft Härnäs erinnert; mit Inschrift „RF 1733“, um 1930 entfernt und 1990 wiederaufgestellt | Weitere Bilder |